# Pejibaye de Jiménez
Pejivalle es el tercer distrito del cantón de Jiménez, en la provincia de Cartago, de Costa Rica. En 2025, el nombre cambió oficialmente de Pejibaye a Pejivalle a raíz de la aprobación del proyecto de ley número 23915.

## Historia
Pejivalle fue creado el 26 de mayo de 1967 por medio de Ley 3887. Segregado de Tucurrique. En 2025, tras la aprobación del proyecto de ley número 23915, su nombre cambió oficialmente de Pejibaye a Pejivalle, con el fin de fortalecer la identidad local.

## Ubicación
El asentamiento está ubicado a una distancia de 9 km al sureste de la ciudad de Juan Viñas, cabecera cantonal, y a 10 km al sur de la ciudad de Turrialba. 

## Geografía
Pejibaye cuenta con un área de 173,2 km² y una altitud media de 643 m s. n. m.
Se encuentra a orillas del río Pejivalle (un afluente del río Reventazón) y a una altitud de 643 m s. n. m. .

## Demografía
Para el año 2022, Pejibaye cuenta con una población estimada de 4682 habitantes, y para el último censo efectuado, en 2011, Pejibaye contaba con una población de 3245 habitantes.
La densidad de población es una de las más bajas del país.

## Localidades
- Poblados: Alto Humo, Cacao, Cantarrana, Casa de Teja, Ceiba, Chucuyo, Esperanza, Gato, Humo, Joyas, Juray, Omega, Oriente, San Gerardo, Selva, Taus, Tausito, Yolanda, Zapote.

## Cultura

### Fiestas Propias de la Región
En la comunidad de Pejivalle y poblados vecinos se puede disfrutar varias veces al año de actividades o fiestas comunales (turnos, tómbolas, fiestas patronales, etc.)
En dichas actividades vecinos y visitantes pueden degustar de variedad de patillos típicos de la región. Por ejemplo: tamales de cerdo, picadillos prensados, plátanos en miel, cajetas de coco, tamal asado, agua dulce, y mucho más.

## Economía
La actividad económica del distrito es fundamentalmente agropecuaria.

### Turismo
Según algunos vecinos de Pejivalle dicen se encuentra rodeado de montañas de gran atractivo escénico y riqueza tanto en flora como en fauna, por lo que cuenta con un gran potencial ecoturístico. 
La población principal se encuentra en un valle cerca del Refugio de Vida Silvestre La Marta, la Reserva Forestal Río Macho, y el Parque nacional Tapantí, en las estribaciones de la Cordillera de Talamanca.

## Transporte

### Carreteras
Al distrito lo atraviesan las siguientes rutas nacionales de carretera:
- Ruta nacional 225
- Ruta nacional 408